# Attila Vajda
Attila Vajda (n. 13 martie 1983, Seghedin, Ungaria) este un canoist ce a reprezentat Ungaria, medaliat olimpic. A participat la 3 ediții ale Jocurilor Olimpice (2004, 2008, 2012) în care a câștigat o medalie de aur și o medalie de bronz.